# Lliga afganesa de futbol
La Lliga de Futbol de l'Afganistan és la competició futbolística més important a l'Afganistan.
És coneguda com Lliga de Campions d'Afganistan, anteriorment anomenada Lliga Premier d'Afganistan o Rahmani Foundation Afghan Premier League per raons de patrocini.
Es va crear el 2006, després de caure el règim talibà, per promoure aquest esport al país. Està composta per dotze equips, amb dificultats per celebrar tots els partits atès la mala situació dels terrenys de joc afganesos. Tots els clubs són de la capital, Kabul. La primera competició de lligà es disputà l'any 1923 entre quatre equips escolars: Maktab Habibiyeh, Maktab Esteghlal, Tafrih Team i Mohajer Team. La primera lliga nacional de clubs es va establir el 1946 amb la fundació de la Lliga de la ciutat de Kabul, que constava de 12 clubs. Altres lligues regionals o urbanes existien als anys setanta a Herat, Kandahar i Mazar-e Sharif.

## Historial
Font:

### Lliga de la Ciutat de Kabul
- 1946: Ariana Kabul FC
- 1947: Ariana Kabul FC
- 1948: Ariana Kabul FC
- 1949: Ariana Kabul FC
- 1950: Ariana Kabul FC
- 1951: Ariana Kabul FC
- 1952: Ariana Kabul FC
- 1953: Ariana Kabul FC
- 1954: Ariana Kabul FC
- 1955: Ariana Kabul FC
- 1956-82: desconegut
- 1983: National Guard
- 1984: National Guard
- 1985-94: desconegut
- 1995: Karlappan
- 1996: desconegut
- 1997-98: Maiwand CSC
- 1999-02: desconegut
- 2003: Red Crescent Society
- 2004: Ordu Kabul FC
- 2005: Ordu Kabul FC
- 2006: Ordu Kabul FC
- 2007: Ordu Kabul FC
- 2008: No es disputà
- 2009: Kabul Bank FC
- 2010: Feruzi FC
- 2011: Big Bear FC
- 2012: Feruzi FC
- 2013: Big Bear FC

### Lliga Premier Afganesa
- 2012: Toofan Harirod FC (1)
- 2013: Shaheen Asmayee FC (1)
- 2014: Shaheen Asmayee FC (2)
- 2015: De Spin Ghar Bazan FC (1)
- 2016: Shaheen Asmayee FC (3)
- 2017: Shaheen Asmayee FC (4)
- 2018: Toofan Harirod FC (2)
- 2019: Toofan Harirod FC (3)
- 2020: Shaheen Asmayee FC (5)

### Lliga de Campions Afganesa
- 2021: FC Sorkh Poshan (1)
- 2022: Attack Energy FC (1)

## Patrocini
La companyia de telecomunicacions Roshan va ser el patrocinador principal de l'Afghan Premier League, motiu pel qual la lliga es va anomenar Roshan Afghan Premier League des del 2012 fins almenys el 2018.
Els socis oficials de l'Afghan Premier League eren Afghanistan International Bank i Hummel International, que proporcionava l'equipació per als equips.